# Гражданская кампания
«Гражда́нская кампа́ния» (англ. A Civil Campaign; в другом переводе — «Мирные действия») — фантастическое произведение известной американской писательницы Лоис МакМастер Буджолд, книга из серии цикла «Сага о Форкосиганах». Написана в 1999 году.

## Сюжет
На Барраяре близится свадьба императора Грегора. Дворцовые интриги достигают апогея… Майлз Форкосиган, как всегда, в центре событий.

## Главные герои
- Майлз Форкосиган — Имперский Аудитор
- Катриона Форсуассон — племянница Имперского Аудитора Фортица
- Марк Форкосиган — клон-брат Майлза
- Айвен Форпатрил — кузен Майлза, капитан Генштаба
- Сёстры Куделка — Делия, Оливия, Марсия и Карин